# AX.25
AX.25 est un protocole réseau pour la radio, hérité de X.25. Il a été développé par les radioamateurs, et sa premiere version date de 1982.
Il est à la base des réseaux Packet et APRS, typiquement dans les bandes de fréquences VHF et UHF. Les débits typiques vont de 300 bauds à 9600 bauds. Il est aussi utilisé dans les satellites radioamateurs pour les communications avec la Terre (Satellite OSCAR).
AX.25 utilise l'Indicatif (radio) du propriétaire de la machine, éventuellement étendu d'un numéro de 0 à 15, jouant un peu le rôle d'un port TCP/IP ce qui permet d'assurer simultanément plusieurs connexions. Notons que le standard AX.25 et son routage sont en général respectés, ce qui permet au réseau Packet radio d'être fait d'implémentations extrêmement hétérogènes.
Plusieurs protocoles peuvent être implémentés au-dessus de AX.25 en tant que niveau liaison de données:
- TCP/IP a abouti au réseau AMPRNet
- Rose, natif sous Linux, dont les adresses comportent 10 digits, les quatre premiers constituant le code d'identification du réseau de données, référencés dans l'Appendice B de la recommandation X121 du CCITT (International numbering plan for public data networks).
- NetRom, natif sous Linux aussi.
- AX.25 au niveau routage.

## Mise en œuvre sous Linux
Linux bénéficie depuis l'origine d'une implémentation native, créée par Alan Cox. Un certain nombre d'utilitaires exploitant la pile AX.25 du kernel sont disponibles, notamment dans le paquet ax25-apps:
- listen permet d'afficher toutes les trames détectées.
- call permet d'envoyer une trame à un callsign donné.
- ax25rtd est un daemon assurant le routage d'une machine à une autre.

## Mise en œuvre sous Windows ou DOS
Plusieurs implémentations sont disponibles, citons Flexnet ou encore AGWPE.

## Autres implémentations
Certains dispositifs prennent complètement en charge le décodage et le traitement des signaux AX.25, comme SuperVozelj. On peut encore citer TheNet, solution logicielle portable.

## Évolution
AX.25 a malheureusement des performances relativement médiocres en présence de bruit : chaque bit erroné invalide complètement le CRC, ce qui rend un paquet entier inutilisable.
Il existe des mécanismes de détection et récupération d'erreurs à un plus haut niveau du protocole, qui exigent la retransmission des paquets erronés. Toutefois, en présence de bruit, les paquets retransmis peuvent être eux aussi abîmés. De plus, la retransmission est impossible dans des environnements fondamentalement uni-directionnels (télémétrie, multicast, etc.).
L'extension FX.25 encapsule les paquets AX.25 dans un dispositif de FEC, ce qui permet d'effectuer une partie de la correction d'erreur dans la couche 2 du Modèle OSI, ce qui réduit d'autant les requêtes de retransmission.